# Bruno Fornaroli
Bruno Fornaroli est un footballeur uruguayen naturalisé australien né le 7 septembre 1987 à Salto. Il joue au poste d'avant-centre au Melbourne Victory.

## Carrière
Fin août 2012, il signe pour trois saisons en faveur du Panathinaïkós.

## Palmarès
- Nacional Montevideo
  - Champion d'Uruguay en 2006

- Danubio FC
  - Champion d'Uruguay en 2014

- Melbourne City
  - Vainqueur de la Coupe d'Australie en 2016

### Distinctions personnelles
- Meilleur buteur du  championnat d'Australie en 2015-16 (24 buts).
- Membre de l'équipe type du championnat d'Australie en 2015-16.